# Hadis
Hadis  è un nome proprio di persona arabo, persiano e urdu maschile e femminile.

## Varianti
In lingua araba, persiana e urdu questo nome si scrive: ﺣﺪﻴﺚ, in Hindi viene scritto: हदीस mentre in bengali হাদিস.
Viene traslitterato in italiano come Adis o in inglese: Hadis o Hadees.

## Origine e diffusione
Hadees o Hadis, sono pronunce semplificate di Ḥadīth, un nome coranico per maschi e femmine che significa "discorso", "dialogo", "nuovo", "moderno". Ḥadīth è un termine usato comunemente per riferirsi ai detti del profeta Maometto. Allah fa riferimento al Corano come: "Ahsan al-Hadeeth" (Il più eccelso discorso).
Il nome è diffuso anche in lingua persiana e Urdu (in particolare è un nome maschile).